# Pulverberg (Bremen)
Der Pulverberg war ein Hügel in Walle, einem Stadtteil von Bremen. An seinem Standort befindet sich die Schule am Pulverberg.

## Name
Auf einem Hügel in Walle stand ein 1811 abgebauter Galgen; aus dem Galgenhügel wurde der Pulverhügel, nachdem hier bis 1879 ein Pulvermagazin stand. Dieses wurde als Pulvermagazin Bremen nach Grambke verlegt.